# Луковский (Новосибирская область)
Луковский — исчезнувший посёлок в Венгеровском районе Новосибирской области России. На момент упразднения входил в состав Усть-Ламенского сельсовета. Исключен из учётных данных в 1987 году.

## География
Располагался на реке Кама, в 12,5 км к северо-востоку от села Усть-Ламенка.

## История
В 1976 году Указом президиума ВС РСФСР посёлок фермы № 2 совхоза «Усть-Ламенский» переименован в Луковский.
Решением Новосибирского облисполкома от 23.04.1987 г. № 208 посёлок исключен из учётных данных в связи с выездом населения.